# Leszko I

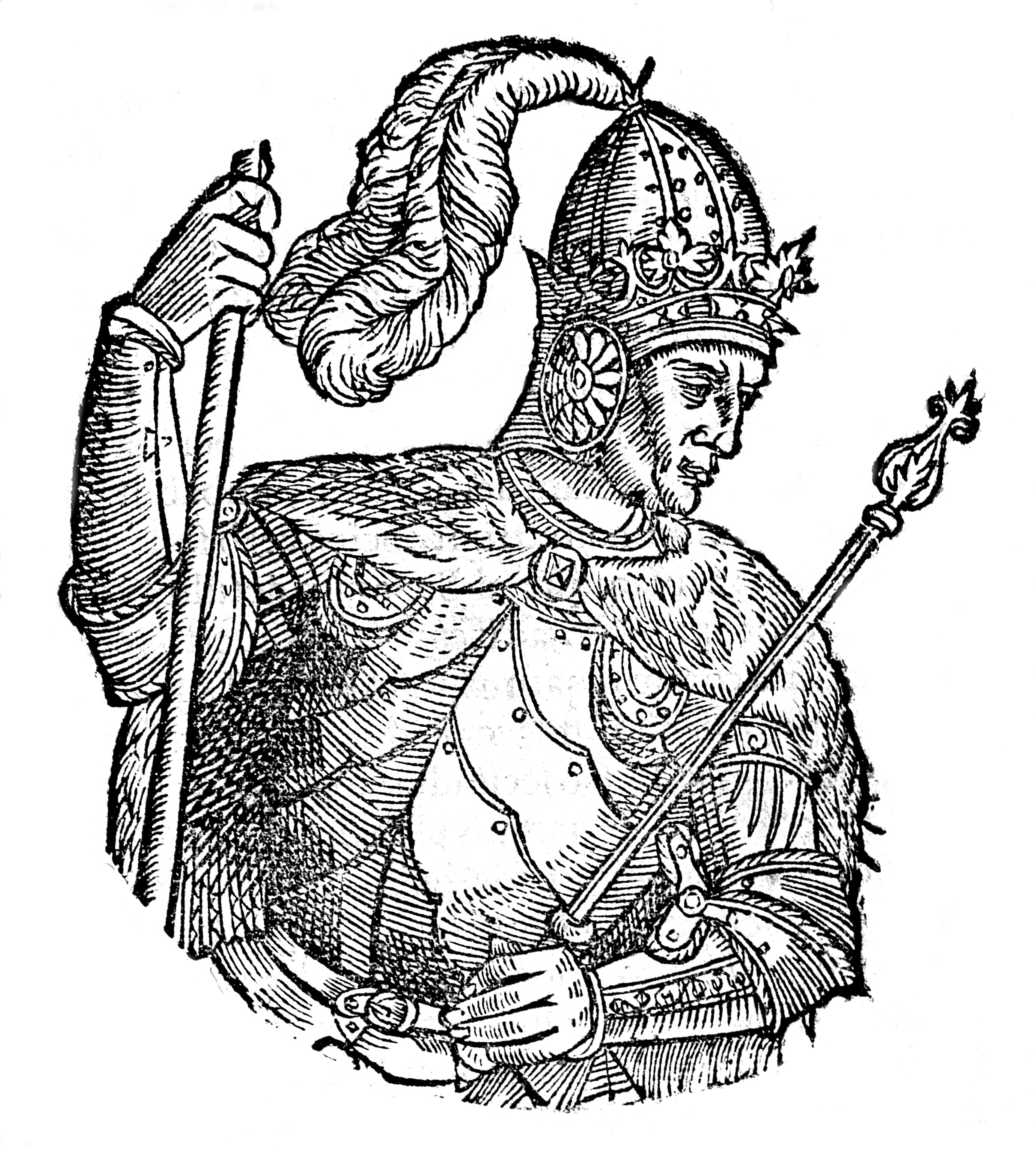
Leszko I

Przemysław (Premislaus), sau khi đăng quang là Leszko I (Lesko, tiếng Latinh: Lescus) là một nhà cai trị huyền thoại của Ba Lan, một thợ kim hoàn và là người lính đã có chiến lược đánh bại người Hungary và do đó được đăng quang. Ông được đề cập bởi giám mục Wincenty Kadłubek (1161–1223) trong Chronica seu originle regum et precisionum Poloniae (1190–1208). Sử học thế kỷ 18 ghi lại niên đại của ông vào năm 750 sau Công nguyên, 760–780 hoặc giữa năm 750 và 776. James Anderson (1680–1739) tuyên bố ông đã cai trị trong 20 năm.
Theo Kadłubek, sau cái chết của Nữ hoàng Wanda đất nước Lech bị Alexander Đại đế xâm lược.  Quân đội Macedonia tiến vào Ba Lan từ Moravia, chiếm Tiểu Ba Lan và Silesia. Cuối cùng, Alexander đã bị đánh bại trong Trận chiến trên núi, khi triều Lech nghe theo lời một thợ kim hoàn dùng kế phục kích quân Macedonia bằng quân bù nhìn bằng gỗ. Khi Aleksander bị đánh bại và rút khỏi Ba Lan, người thợ kim hoàn được tôn làm vua và mang tên Lestek, có nghĩa là gian xảo.
Jan Długosz cố gắng "bình thường hóa" truyền thuyết Leszek bằng cách thay thế quân Macedonia thành quân Hungary và Moravia. Ông cũng đổi tên nhà cai trị thành Przemyśl, giải thích tên Lestek là họ của vương triều có nguồn gốc từ Lech. Marcin Bielski cũng công nhận câu chuyện chống lại quân Moravia xâm lược, công nhận vua Leszek cai trị vào khoảng năm 700 và cho rằng ông là người thành lập Przemyśl.

## Tham khão
1. ↑  The modern part of An universal history, from the earliest accounts to the present time. C. Bathurst, J. F. and C. Rivington, A. Hamilton, T. Payne, T. Longman, S. Crowder, B. Law, T. Becket, J. Robson, F. Newbery, G. Robinson, T. Cadell, J. and T. Bowles, S. Bladon, J. Murray, and W. Fox. 1783. tr. 331–.
2. ↑  James Anderson (1732). Royal Genealogies, Or the Genealogical Tables of Emperors, Kings and Princes. Bettenham. tr. 406–.
3. ↑  Samuel Freiherr von Pufendorf; Jodocus CRULL (1711). An introduction to the history of the principal kingdoms and states of Europe ... Made English from the original High-Dutch. The seventh edition corrected and improved. With an appendix never printed before, containing an introduction to the history of the ... states of Italy, etc. [The dedicatory epistle signed by the translator, J. Crull.]. Dan. Midwinter; Maurice Atkins. tr. 304–.
4. ↑  Anderson, James (1732). Royal Genealogies : Or, the Genealogical Tables of Emperors, Kings and Princes, from Adam to These Times ; in Two Parts. Part I. Begins with a Chronological History of the World, from the Beginning of Time to the Christian Era, and Then the Genealogies of the Earliest Great Families and Most Ancient Sovereigns of Asia, Europe, Africa and America, Down to Charlemain, and Many of 'em Down to These Times. Part II. Begins with the Grand Revolution of Charlemain, and Carries on the Royal and Princely Genealogies of Europe Down to These Times ; Concluding with Those of the Britannic Isles... By James Anderson,... (bằng tiếng Anh). author.
5. ↑  Theo  Biên niên sử Đại Ba Lan cuộc đột kích này mở ra một thời kỳ vô chính phủ kéo dài sau cái chết của Wanda, trong đó 12 thủ lĩnh đấu đá tranh giành quyền lực.
6. ↑  Theo Marcin Bielski thì trận chiến diễn ra trên đỉnh Łysa Góra hoặc Łysiec.